# Lac du Pourtet (Marcadau)
Le lac du Pourtet est un lac pyrénéen français situé administrativement dans la commune d'Estaing dans le département français des Hautes-Pyrénées, dans le Lavedan en Occitanie.
Le lac a une superficie de 5,8 ha pour une altitude de 2 420 m, il atteint une profondeur de 13,5 m.

## Toponymie
Pourtet signifie « petit port, petit passage », donc le lac du petit passage.

## Géographie

### Topographie
|                                                        | Pic Arrouy (2 785 m) |                                         |
| Col de Bassia (2 621 m) Pic de Bernat Barrau (2 793 m) | lac du Pourtet       | La Cardinquère (Sommet Ouest) (2 509 m) |
|                                                        | Lac Nère (Marcadau)  |                                         |

### Hydrographie
Il alimente d'une part le lac Nère et d'autre part les lacs d'Embarrat par le ruisseau du Pourtet.

## Protection environnementale
Le lac est situé dans le parc national des Pyrénées.

## Voies d'accès
On y accède depuis le pont d'Espagne par la vallée du Marcadau au départ du refuge Wallon ou par le sentier des lacs de l’Embarrat.
On peut relier la vallée d'Estaing, par le col de Bassia (2 621 m) par l'itinéraire du lac de Liantran.